# Within the Woods
Within the Woods é uma curta-metragem estado-unidense do género terror, realizada e produzida por Sam Raimi em 1978.